# Ngày quốc tế phiên dịch

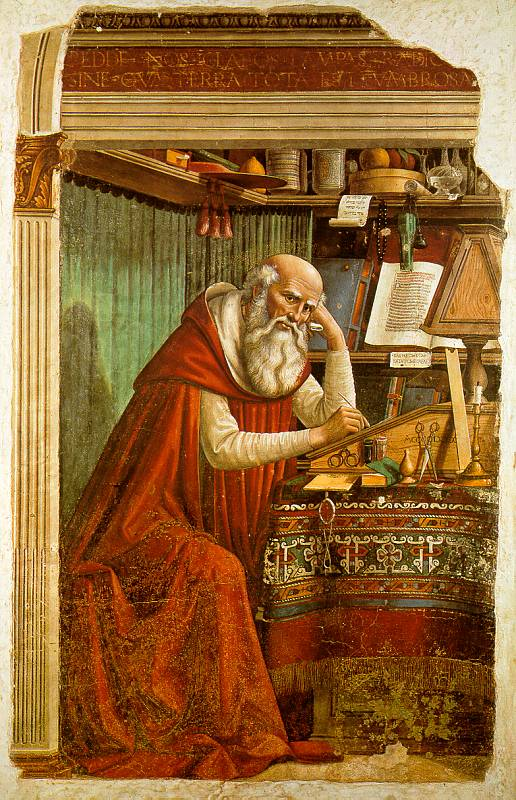
Thánh Giêrônimô đang nghiên cứu. Một tranh vẽ của Domenico Ghirlandaio

Ngày Quốc tế Phiên dịch, còn gọi là Ngày Quốc tế Dịch thuật là một hoạt động kỷ niệm diễn ra vào ngày 30 tháng 9 hàng năm nhân dịp lễ Thánh Giêrônimô, một linh mục Kitô giáo đã chuyển ngữ Thánh Kinh sang tiếng Latinh và được Giáo hội suy tôn làm thánh bổn mạng của giới dịch thuật và thông ngôn. Kể từ khi Hiệp hội Dịch thuật Quốc tế (FIT) được thành lập năm 1953, tổ chức này đã không ngừng tổ chức kỷ niệm ngày này. Năm 1991 FIT đưa ra khái niệm quốc tế hóa ngày Dịch thuật nhằm để xây dựng mối đoàn kết trong cộng đồng dịch thuật toàn cầu, và cũng để quảng bá phát triển ngành biên phiên dịch tại các quốc gia trên thế giới (không phân biệt tôn giáo, tín ngưỡng). Đây là dịp người làm công tác dịch thuật trên thế giới bày tỏ niềm tự hào về ngành nghề có ý nghĩa của mình, vốn ngày càng cần thiết trong quá trình toàn cầu hóa hiện nay.